# Грейт-Барриер-Риф (аэропорт)

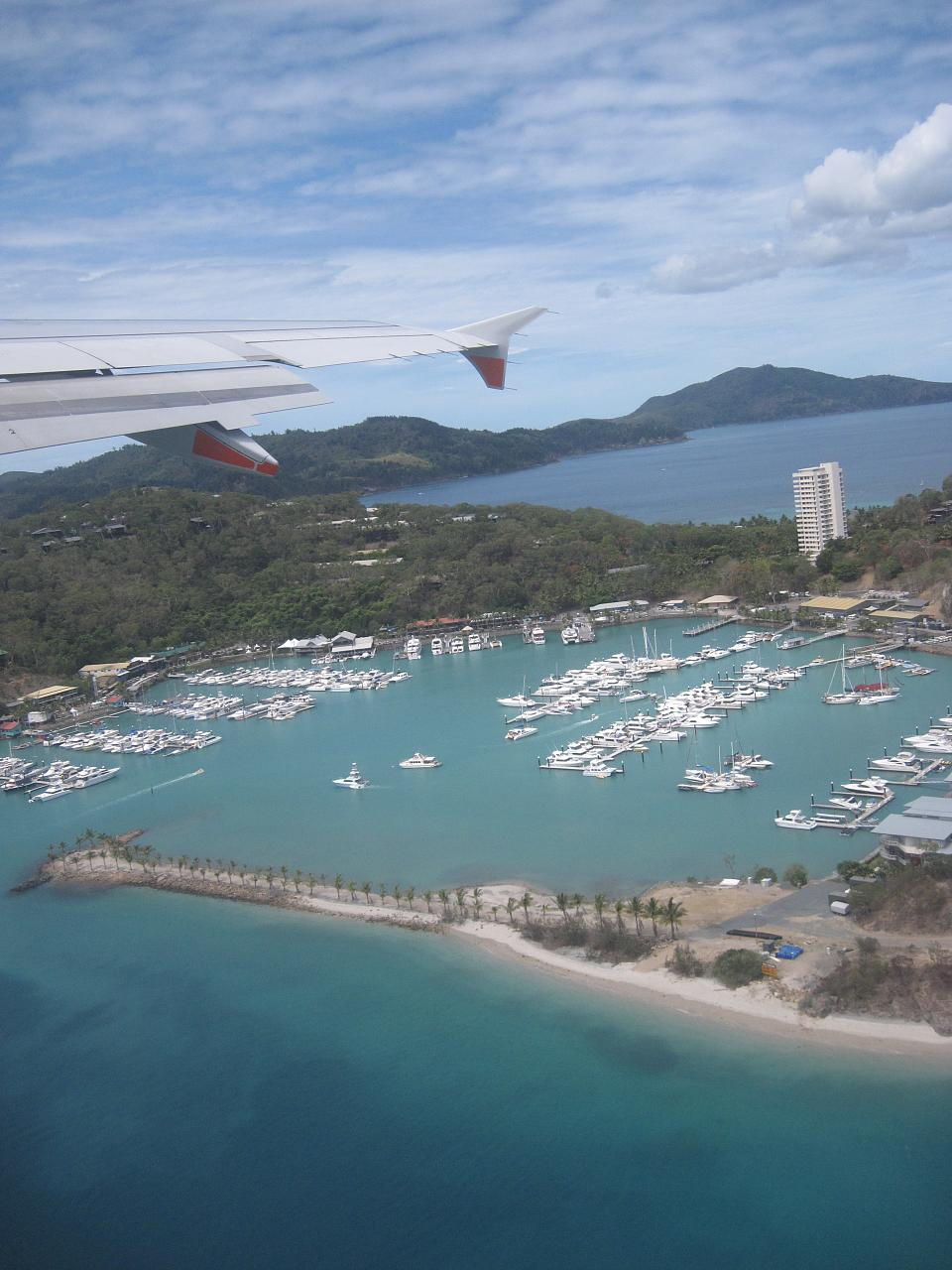
Заход на посадку в аэропорт Большого Барьерного Рифа

Аэропорт Большого Барьерного Рифа (англ. Great Barrier Reef Airport), ранее известный как Аэропорт острова Гамильтон — главный аэропорт архипелага Уитсанди. Располагается на острове Гамильтон на отвоеванной у океана земле. Аэропорт усиленно развивается ввиду резкого роста туризма в регионе, является девятнадцатым по загруженности аэропортом Австралии. В настоящее время используется в основном лоу-кост авиакомпаниями Jetstar Airways и Virgin Australia.
Аэропорт сильно пострадал в сентябре 2001 года в связи с банкротством авиакомпании Ansett Australia, которая осуществляла большое число маршрутов из аэропорта в Кэрнс, Таунсвилл, Брисбен, Голд-Кост, Сидней, Мельбурн и Аделаиду.
В октябре 2002 года при подлёте к аэропорту разбился легкий самолет, погибло 6 человек.

## Статистика аэропорта
| Место | Аэропорт | Пассажиры (чел.) | Динамика (%) |
| ----- | -------- | ---------------- | ------------ |
| 1     | Сидней   | 181,700          | ▲NA*         |
| 2     | Брисбен  | 176,500          | ▼6.5         |

* Маршрут стартовал в июле 2009